# سفيري أندرياس ياكوبسون
سفيري أندرياس ياكوبسون مواليد 8 فبراير 1977 في أوسلو، هو لاعب كرة يد أيسلندي. يلعب حاليا مع ناتسبيرنوفلاغ أكوريرار. مثل منتخب آيسلندا لكرة اليد. شارك في دورة الألعاب الأولمبية الصيفية سنة 2008.

## سجل المنافسة
شارك في البطولات التالية:
- بطولة العالم لكرة اليد للرجال 2015
- بطولة أوروبا لكرة اليد للرجال 2014
- الألعاب الأولمبية الصيفية 2012

## الميداليات
| الميدالية | المسابقة                           |
| --------- | ---------------------------------- |
| فضية      | الألعاب الأولمبية الصيفية 2008     |
| برونزية   | بطولة أوروبا لكرة اليد للرجال 2010 |

## روابط خارجية
- سفيري أندرياس ياكوبسون على موقع الاتحاد الأوروبي لكرة اليد (الإنجليزية)
- سفيري أندرياس ياكوبسون على موقع أوليمبيديا (الإنجليزية)